# 哈亞克街

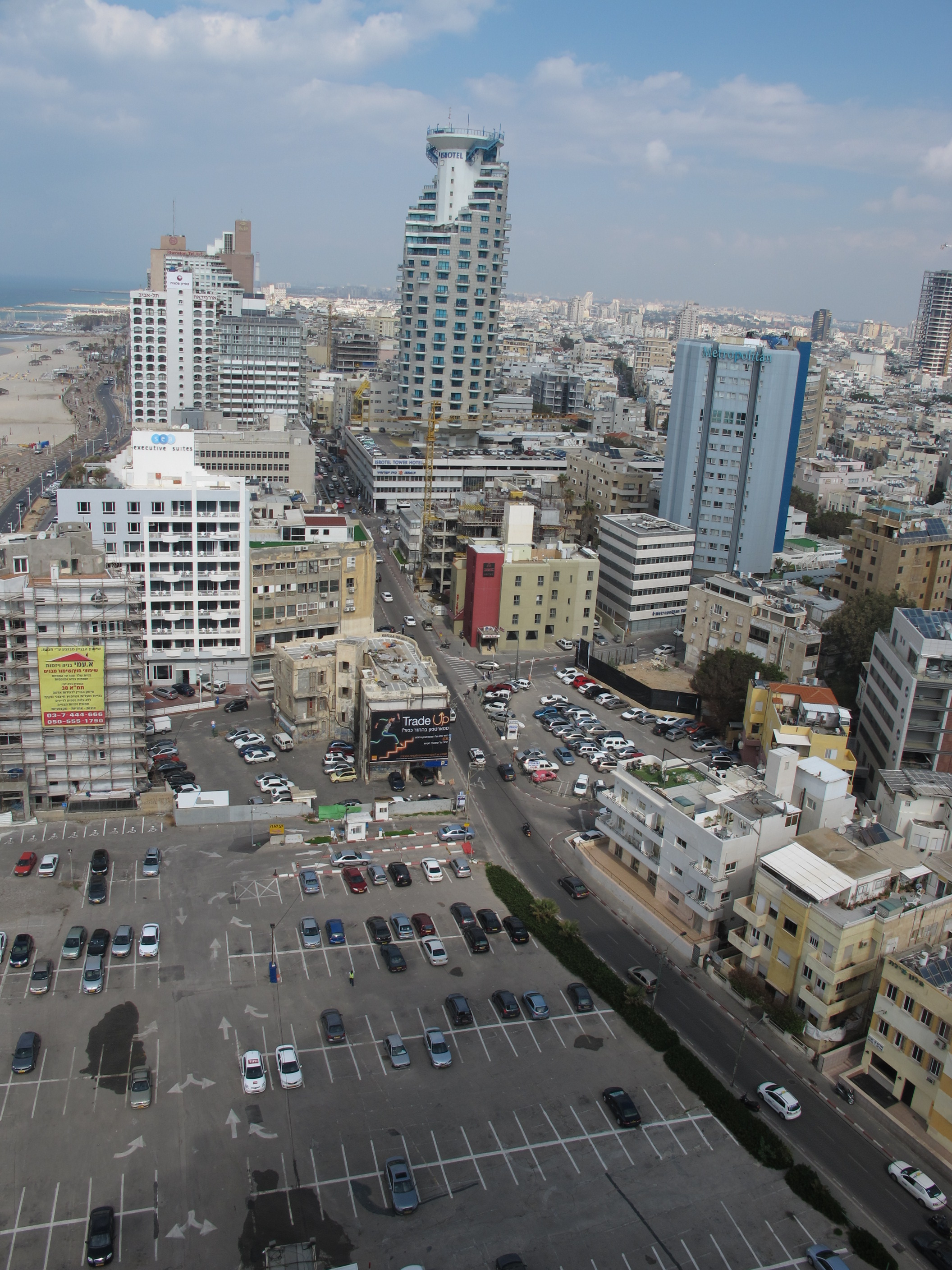
哈亞克街

哈亞克街（希伯來語：‎）是以色列城市特拉維夫的南北方向主要街道之一，和海岸線平行。美國駐以色列大使館曾位於這條街道。但在2018年美國大使館遷至耶路撒冷之後，該建築已改為分支機構。以色列國會在1949年搬遷至耶路撒冷之前也位於哈亞克街。